# Salome of the Tenements
Pour plus de détails, voir Fiche technique et Distribution.
Salome of the Tenements  est un film américain réalisé par Sidney Olcott, pour Paramount, sorti en 1925 avec Jetta Goudal dans le rôle principal.

## Synopsis
Sonya Mendel travaille dans un journal juif et interviewe John Manning sur l’érection d’une nouvelle colonie. Il l’invite à dîner et elle emprunte des vêtements à Jakey Salomon pour qu’elle ait l’air présentable. Elle emprunte également de l’argent au banquier Ben et en retour, elle lui donne une note promettant de rembourser 150 $ lorsqu’elle épousera Manning. Après son mariage Ben menace de montrer la note à Manning à moins qu’elle n'empêche son mari de le poursuivre en justice. Apprennant la vérité sur la note, Manning pardonnera à sa femme.

## Fiche technique
- Réalisation : Sidney Olcott
- Scénario : Sonya Levien, d'après Salome of the Tenements, le roman d'Anzia Yezierska
- Chef-opérateur : David W. Gobbett, Al Liguori
- Production : Jesse L. Lasky, Adolph Zukor
- Directeur de production : John Lynch
- Société de production : Paramount Pictures
- Société de distribution : Paramount Pictures
- Longueur : 7 017 pieds
- Date de sortie :
  - États-Unis : 23 février 1925
- Licence 3 Mars 1925 - Famous Players-Lasky Corporation [LP21209]

## Distribution
- Jetta Goudal : Sonya Mendel
- Godfrey Tearle : John Manning
- José Ruben : Jakey Salomon
- Lazar Freed : Jacob Lipkin
- Irma Lerner : Grittel Stein
- Sonia Nodell : Mme Peltz
- Elihu Tenenholz : Banker Ben
- Mme Weinstraub : Mme Salomon
- Nettie Tobias : la veuve

## Anecdotes
Le film est tourné aux studios Paramount, à Astoria, Long Island et dans le secteur d'Helster et de Ludlow Street, à New York.
Il n'a pas connu d'exploitation en France.